# Neustosaurus
Neustosaurus gigondarum
Genre
Espèce
Neustosaurus est un genre fossile de reptiles marins thalattosuchiens qui vivaient au Crétacé inférieur, il y a environ 140 à 136 millions d'années. Il appartient à la famille également fossile des Metriorhynchidae et ses restes ont été trouvés dans les dentelles de Montmirail sur la commune de Gigondas dans le Sud-Est de la France. Une seule espèce est rattachée au genre, Neustosaurus gigondarum.

## Histoire
Neustosaurus gigondarum était un saurien carnivore marin du Valanginien. Il a été découvert en 1842, lors de son extraction, aucun de ses œufs ou nids n'ont été mis au jour, contrairement à d'autres grands reptiles marins du mésozoïque comme les plésiosaures ou ichtyosaures. Le nom Neustosaurus, qui lui a été donné par Eugène Raspail, son inventeur, signifie lézard de natation, et est dérivé du grec ancien neustos (natation) et sauros (lézard).

## Description et classification
Il n'y a qu'une seule espèce décrite et seulement dans sa partie postérieure (tronc et queue), découverte dans le Vaucluse à Gigondas. Cependant, l'identification des fossiles, datant du Crétacé inférieur, n'est pas facile. Même s'ils ont été rattachés aux metriorhynchidae, un groupe de reptiles liés aux crocodiles marins. Ce qui implique que, jusqu'à ce que de nouvelles découvertes soient faites, Neustosaurus est considéré comme un nomen dubium. Neustosaurus est aujourd'hui considéré comme un synonyme junior de Dakosaurus et Geosaurus. En 2009, Young et Andrade ont publié une nouvelle description de Geosaurus et la validité des espèces regroupées dans ce genre. Ils ont conclu que Neustosaurus serait le synonyme plus ancien de Cricosaurus,.

## Publication originale
- Eugène Raspail, Observations sur un nouveau genre de saurien fossile, le « Neustosaurus gigondarum N. », avec quelques notes géologiques sur la commune de Gigondas, Carpentras, 1842 (lire en ligne).